# Круты (Черниговская область)
Кру́ты (укр. Крути) — село в Нежинском районе Черниговской области Украины, административный центр Крутовской сельской общины. Было центром Крутовского сельсовета. Население 995 человек. Занимает площадь 3,39 км².
Код КОАТУУ: 7423385201. Почтовый индекс: 16645. Телефонный код: +380 4631.

## История
Круты основаны осадниками Речи Посполитой. Собственно два села - Круты и Кагарлык, разделённые рекой Остёр, появились на земле, отведённой городу Нежину по королевскому акту 1624 года. После освободительной войны 1648-1657 годов, Богдан Хмельницкий подтвердил права Нежинского магистрата на это село.
В XIX веке село Круты было в составе Нежинской волости Нежинского уезда Черниговской губернии. В селе была Михайловская церковь. Священнослужители Михайловской церкви:
- 1782 - священник Иван Назарьевич Козачий
- 1828 - священник Петр Григорьевич Колесников

Во время гражданской войны здесь произошло боевое столкновение (см. Бой под Крутами) между наступавшим на Киев отрядом РККА и отрядом УНР.

## Власть
Орган местного самоуправления — Крутовский сельский совет. Почтовый адрес: 16645, Черниговская обл., Нежинский р-н, с. Круты, ул. Независимости, 49.